# Thorsten Weidner
Thorsten Weidner   () és un tirador d'esgrima alemany, ja retirat, especialista en floret, guanyador de dues medalles olímpiques.
El 1988, sota bandera de la República Federal Alemanya, va prendre part en els Jocs Olímpics d'Estiu de Seül, on guanyà la medalla de plata en la competició del floret per equips del programa d'esgrima. Quatre anys més tard, als Jocs de Barcelona, i sota bandera de la recentment Alemanya unificada, va disputar dues proves del programa d'esgrima. En la prova del floret per equips guanyà la medalla d'or, mentre en la del floret individual fou vint-i-cinquè.
En el seu palmarès també destaquen nou medalles en el Campionat del món d'esgrima, dues d'or, sis de plata i una de bronze, entre el 1985 i el 1994; una medalla de bronze en el Campionat d'Europa d'esgrima de 1993, dues medalles de bronze en les Universíades de 1995 i el campionat alemany de floret individual de 1989.